# Episodi di Rizzoli & Isles (quarta stagione)
La quarta stagione della serie televisiva Rizzoli & Isles è stata trasmessa in prima visione assoluta negli Stati Uniti d'America, dal canale via cavo TNT, dal 25 giugno 2013 al 18 marzo 2014; i primi dodici episodi sono andati in onda fino al 10 settembre 2013, mentre i rimanenti quattro sono stati trasmessi dal 25 febbraio 2014 — ciò a causa dell'improvvisa morte dell'attore Lee Thompson Young. Inizialmente composta da quindici episodi, la stagione è stata successivamente portata a sedici.
In Italia la stagione è stata trasmessa in prima visione da Premium Crime, canale a pagamento della piattaforma Mediaset Premium, dal 26 febbraio all'11 giugno 2014; in chiaro, è stata trasmessa da TOP Crime dal 25 settembre al 13 novembre dello stesso anno.
| nº | Titolo originale                   | Titolo italiano             | Prima TV USA      | Prima TV Italia  |
| -- | ---------------------------------- | --------------------------- | ----------------- | ---------------- |
| 1  | We Are Family                      | Una famiglia unita          | 25 giugno 2013    | 26 febbraio 2014 |
| 2  | In Over Your Head                  | Un cadavere nell'oceano     | 2 luglio 2013     | 5 marzo 2014     |
| 3  | But I Am a Good Girl               | Una brava ragazza           | 9 luglio 2013     | 12 marzo 2014    |
| 4  | Killer in High Heels               | Killer in tacchi a spillo   | 16 luglio 2013    | 19 marzo 2014    |
| 5  | Dance with the Devil               | A patti con il diavolo      | 23 luglio 2013    | 26 marzo 2014    |
| 6  | Somebody's Watching Me             | Qualcuno mi spia            | 30 luglio 2013    | 2 aprile 2014    |
| 7  | All For One                        | Tutte per una               | 6 agosto 2013     | 9 aprile 2014    |
| 8  | Cold As Ice                        | Freddo come il ghiaccio     | 13 agosto 2013    | 16 aprile 2014   |
| 9  | No One Mourns The Wicked           | La sfida del serial killer  | 20 agosto 2013    | 23 aprile 2014   |
| 10 | Built for Speed                    | Corsa verso la morte        | 27 agosto 2013    | 30 aprile 2014   |
| 11 | Judge, Jury and Executioner        | Giudice, giuria e carnefice | 3 settembre 2013  | 7 maggio 2014    |
| 12 | Partners in Crime                  | Delitto per delitto         | 10 settembre 2013 | 14 maggio 2014   |
| 13 | Tears of a Clown                   | Le vittime del clown        | 25 febbraio 2014  | 21 maggio 2014   |
| 14 | Just Push Play                     | Melodia di un omicidio      | 4 marzo 2014      | 28 maggio 2014   |
| 15 | Food for Thought                   | La salsa segreta            | 11 marzo 2014     | 4 giugno 2014    |
| 16 | You're Gonna Miss Me When I'm Gone | Il mistero del tatuaggio    | 18 marzo 2014     | 11 giugno 2014   |

## Una famiglia unita
- Titolo originale: We Are Family
- Diretto da: Michael Katleman
- Scritto da: Janet Tamaro

### Trama
Durante una parata una senatrice viene freddata da un cecchino, ma appare chiaro fin da subito che non si tratta di un killer professionista. La squadra scopre che la vittima stava indagando sull'inquinamento ambientale: aveva preso dei campioni d'acqua da far analizzare; inoltre probabilmente vittima e carnefice si conoscevano perché hanno mangiato qualcosa insieme qualche ora prima dell'omicidio. Maura, ripresasi dall'intervento con il quale ha donato un rene alla sorellastra, è triste per non avere ricevuto alcun messaggio da Hope. Così si lascia convincere da Jane a pedinare Caitlin e a riconciliarsi con lei. Casey torna da Jane dopo aver subito e superato l'intervento per rimuovere la scheggia dalla schiena.
- Ascolti Stati Uniti: telespettatori 6 636 000[7]

## Un cadavere nell'oceano
- Titolo originale: In Over Your Head
- Diretto da: Jamie Babbit
- Scritto da: Russell J. Grant, Janet Tamaro

### Trama
L'oceano restituisce il corpo di una ragazza. La squadra si mette subito al lavoro e scopre che la vittima stava indagando sulla droga che gira all'interno del campus dell'università per scrivere un pezzo investigativo da mandare al giornale. Maura scopre che l'assassino ha annegato la ragazza in una pozza d'acqua piovana e poi l'ha gettata nell'oceano quindi la squadra si mette subito alla ricerca del luogo. Intanto al dipartimento arriva il nuovo capo della Narcotici, Raphael Martinez, una vecchia conoscenza di Jane. Martinez è anche il nuovo capo di Frankie, che è stato promosso detective nella sezione narcotici. Tra Jane e Martinez ci sono vecchi dissapori, ma dovranno metterli da parte e collaborare per arrestare il colpevole. Inoltre Jane e Maura vengono contattate da Cailin, preoccupata dai misteriosi personaggi che si aggirano attorno a Hope.
- Ascolti Stati Uniti: telespettatori 5 895 000[8]

## Una brava ragazza
- Titolo originale: But I Am a Good Girl
- Diretto da: Norman Buckley
- Scritto da: Y. Shireen Razack

### Trama
Durante il battesimo del piccolo T. J. la dottoressa Isles scopre il cadavere di una donna sotto al fonte battesimale. Maura scopre che la vittima era una giovane ragazza incinta di quattro settimane e aveva fatto da poco un tatuaggio. Così, dopo averla identificata, Frost e Korsak informano la mamma. La donna, tra le lacrime, svela che si tratta del tatuaggio di una gang a cui non si sceglie di appartenere: ti scelgono loro e, dopo aver fatto il tatuaggio, non si può più scappare. Jane indaga su questa pista, ma non si rivela quella giusta. Alla fine il colpevole sarà individuato grazie all'impegno di tutta la squadra. Intanto Lydia pensa di sposarsi e andare a vivere in Texas, gettando i Rizzoli nello sconforto, così Maura elabora un piano per far riappacificare Tommy e Lydia.
- Ascolti Stati Uniti: telespettatori 5 581 000[9]

## Killer in tacchi a spillo
- Titolo originale: Killer in High Heels
- Diretto da: Mark Haber
- Scritto da: Charles Grant Craig, Ken Hanes

### Trama
Durante una serata di beneficenza Maura conosce Brad e terminano insieme la serata. Brad la mattina seguente viene trovato morto nella sua auto mentre Maura non ricorda nulla di quanto successo e ha dei lividi sulle braccia che fanno pensare a una colluttazione. La squadra si mette subito al lavoro, ma tutte le prove sono contro Maura così Jane è costretta ad arrestarla. Tutta la squadra lavora senza sosta per scagionare Maura e così scoprono che Brad l'ha drogata con una droga in polvere che permette all'aggressore di avere la vittima in pugno e farle fare tutto ciò che lui vuole. Inoltre scoprono che Brad era stato assunto da qualcuno per prendere il tesserino di Maura e rubare qualcosa dal suo laboratorio. Grazie all'impegno di tutti riusciranno in poco tempo a trovare il colpevole e a scagionare Maura.
- Ascolti Stati Uniti: telespettatori 5 216 000[10]

## A patti con il diavolo
- Titolo originale: Dance with the Devil
- Diretto da: Jamie Babbit
- Scritto da: Lisa Marie Petersen

### Trama
Jane deve testimoniare al processo contro Paddy Doyle e far ammettere come prova il taccuino che ha trovato nella finta tomba di Maura. Ma il testimone chiave, un luogotenente di Paddy, muore in un incidente mentre due agenti della polizia lo scortavano in tribunale. La squadra si mette subito al lavoro e scopre che uno degli agenti morti nell'incidente faceva dei lavori per Paddy Doyle. Nel corso delle indagini viene fuori che venti anni prima Paddy era l'informatore di Cavanagh per contrastare lo spaccio di droga dei colombiani, ma studiando il taccuino Korsak scopre che era tutta finzione da parte di Paddy. Inoltre verrà fuori il doloroso passato di Cavanaugh: la morte della sua famiglia in un incidente domestico e il coinvolgimento di Hope.
- Ascolti Stati Uniti: telespettatori 5 488 000[11]

## Qualcuno mi spia
- Titolo originale: Somebody's Watching Me
- Diretto da: Milan Cheylov
- Scritto da: Lisa Marie Petersen, Ken Hanes

### Trama
Nella cantina di un anziano complottista e accumulatore patologico viene compiuto un delitto e il primo sospettato è l'insopportabile padrone di casa che afferma che qualcuno lo sta spiando con dei droni. Frost, indagando su questa strada, riuscirà a portare la squadra a individuare il colpevole. Nel frattempo una donna denuncia Jane per averle accidentalmente versato del caffè bollente addosso e un video della scena fa il giro del web. In realtà si tratta di una truffa e Maura riuscirà a far arrestare lei e il suo complice.
- Ascolti Stati Uniti: telespettatori 5 328 000[12]

## Tutte per una
- Titolo originale: All for One
- Diretto da: Paul Holohan
- Scritto da: Janet Tamaro

### Trama
Mentre Maura e Jane fanno jogging Jane si sloga la caviglia così Maura le fa una lastra, le mette un tutore e le dice di stare a riposo. Ma per Jane è faticoso seguire le prescrizioni di Maura soprattutto quando ha un caso di cui occuparsi. Un uomo, un insegnante di scienze e scuola guida, è stata investito e apparentemente sembra un incidente, ma per Maura e Jane è un omicidio. La squadra si mette subito al lavoro e scopre che la vittima ricatta le sue studentesse: le ragazze avrebbero dovuto praticargli del sesso orale e lui in cambio avrebbe alzato i loro voti. Una ragazza si è rifiutata e il professore aveva fatto in modo che fosse espulsa, un'altra ragazza, Samantha, si è rifiutata e il professore ha messo su internet una sua foto in intimo. La ragazza, per la vergogna, ha tentato il suicidio ed è in coma. Così le sue tre amiche decidono di dare appuntamento al professore, filmare tutto e denunciarlo. Ma qualcosa va storto e mentre stanno fuggendo con l'auto della scuola lo investono. Le ragazze confessano, ognuna dice di essere stata al volante al momento dell'incidente. E così nessuna delle tre andrà in prigione.
- Ascolti Stati Uniti: telespettatori 5 499 000[13]

## Freddo come il ghiaccio
- Titolo originale: Cold As Ice
- Diretto da: Randall Zisk
- Scritto da: Lisa Marie Petersen, Ken Hanes

### Trama
Una donna viene sgozzata nel parcheggio di un impianto di hockey nel corso di una partita tra ragazzini. La vittima non era madre di alcun giocatore, ma si spacciava per una rappresentante di una ditta inesistente. Grazie all'impegno di tutta la squadra si scoprirà che il colpevole è legato al passato della donna. Intanto, mentre Hope è in viaggio oltreoceano, Cailin si trasferisce a casa di Maura. Angela intanto affronta da sola i problemi ereditati dal marito.
- Altri interpreti: Michael O'Neill (Jonathan McKnight)
- Ascolti Stati Uniti: telespettatori 5 600 000[14]

## La sfida del serial killer
- Titolo originale: No One Mourns the Wicked
- Diretto da: Steve Robin
- Scritto da: Ken Hanes, Lisa Marie Petersen

### Trama
Una psicologa forense invita Maura e Jane al campus per un simposio per la polizia in cui vengono analizzati alcuni delitti commessi da tre serial killer. Nella ricostruzione di un omicidio di Charles Hoyt, al posto delle vittime non ci sono però dei semplici manichini, ma i cadaveri di due agenti. La squadra si mette subito al lavoro e Jane inizia a essere inquieta. Intanto al campus viene trovato un altro cadavere: è il terzo cadavere e quindi decreta che il colpevole sia un serial killer. Ma mentre Jane Frost e Maura cercano di capire chi sia il serial killer, Korsak è proprio nelle sue mani. Jane scopre appena in tempo che si tratta della psicologa forense, così corre a salvare Korsak.
- Altri interpreti: Jessica Tuck (Victoria Nolan), Nick Gehlfuss (Jack Nolan)
- Ascolti Stati Uniti: telespettatori 5 605 000[15]

## Corsa verso la morte
- Titolo originale: Built for Speed
- Diretto da: Anthony Hardwick
- Scritto da: Russell J. Grant, Matt MacLeod

### Trama
Un ragazzo muore carbonizzato nell'incendio della sua auto mentre partecipava a delle gare clandestine. Tutto fa pensare che il ragazzo frequentasse delle compagnie poco raccomandabili e che spacciasse. Ma Jane scopre che la vittima era un bravo meccanico e lavorando all'auto di uno spacciatore aveva scoperto come riuscissero a passare la dogana. Aveva denunciato il tutto al suo agente di custodia, senza sapere che a capo dei traffici c'era proprio lei che non ha esitato a chiudergli la bocca.
- Ascolti Stati Uniti: telespettatori 5 997 000[16]

## Giudice, giuria e carnefice
- Titolo originale: Judge, Jury & Executioner
- Diretto da: Mark Haber
- Scritto da: Y. Shireen Razack, Jill Goldsmith

### Trama
La giudice Katheleen Harper muore durante lo svolgimento di un processo simulato per studenti. La ricerca dei sospettati non è semplice: nonostante il mestiere svolto la donna non aveva molti nemici tra i criminali grazie alla sua forte propensione ad avviarli verso strutture di recupero. Parallelamente allo svolgimento delle indagini Jane e Maura scoprono i problemi economici di Angela.
Intanto Tommy vince la causa contro il costruttore che usava materiali scadenti facendolo rimanere intrappolato sotto le macerie di un parcheggio con il piccolo T. J. e paga il debito che sua madre aveva con il fisco a causa delle tasse non pagate dal padre.
- Ascolti Stati Uniti: telespettatori 5 884 000[17]

## Delitto per delitto
- Titolo originale: Partners in Crime
- Diretto da: Randy Zisk
- Scritto da: Linda McGibney, Janet Tamaro

### Trama
Una docente universitaria viene fulminata dalla caduta dello stereo nella piscina in cui era immersa, ma i segni sul corpo rivelano che la morte è dovuta ad affogamento. Intanto Frost e Frankie vengono chiamati per un omicidio nel parcheggio di un'azienda. Ognuno conduce le proprie indagini finché capiscono che i due omicidi sono collegati. Ognuno ha ucciso per l'altro. Paddy Doyle chiede a Maura di occuparsi del suo anziano padre, anch'egli con un passato da boss della malavita e ormai prossimo al rilascio dal carcere. La convivenza non è però facile data la forte avversione dell'uomo per Hope e per tutti quelli che sono a lei legati. Così grazie all'aiuto di Casey, l'uomo viene portato in una residenza per anziani.
- Ascolti Stati Uniti: telespettatori 5 696 000[18]

## Le vittime del clown
- Titolo originale: Tears of a Clown
- Diretto da: Michael Katleman
- Scritto da: Ken Hanes, Matt MacLeod

### Trama
Quando un clown tenta di rapire un bambino nella squadra riemerge il ricordo di un caso analogo datato 1988 ed è su questa strada che le indagini dovranno svilupparsi. Jane e Casey non riescono a decidere chi dei due dovrà abbandonare il proprio lavoro per seguire l'altro e anche Frost e la sua ragazza sono di fronte a una scelta analoga.
- Ascolti Stati Uniti: telespettatori 3 733 000[19]

## Melodia di un omicidio
- Titolo originale: Just Push Play
- Diretto da: Kate Woods
- Scritto da: Linda McGibney, Sam Lembeck

### Trama
Frank Rizzoli torna dalla sua famiglia annunciando di essere malato di cancro, ma la riconciliazione è ardua; le vicende personali si sovrappongono alle indagini sulla morte di una giovane musicista, pugnalata nel bagno di un locale nel corso di una serata rivolta a nuove cantautrici. Nonostante avesse con sé una chitarra la vittima non avrebbe dovuto esibirsi, né tantomeno avrebbe dovuto saperla suonare, a detta di amici e parenti.
- Ascolti Stati Uniti: telespettatori 3 353 000[20]

## La salsa segreta
- Titolo originale: Food for Thought
- Diretto da: Steve Clancy
- Scritto da: Jill Goldsmith, Y. Shireen Razack

### Trama
Uno chef anti-OGM vincitore di un talent show muore improvvisamente davanti al suo chiosco ambulante. Durante i primi accertamenti sulla scena del crimine la dottoressa Iles avverte dei sintomi caratteristici di una contaminazione dopo avere annusato il cadavere. Hope tenta di rinsaldare il suo rapporto con Maura, che è anche oggetto delle attenzioni amorose di Frankie. I due, infatti, hanno condiviso un momento di tensione a causa di un pacco sospetto recapitato a Maura in ufficio. Maura credeva contenesse una bomba e Frankie si è subito offerto di rimanere con lei mentre aspettavano gli artificieri. Tommy, intanto, pensa di prendere la licenza da idraulico e di chiedere a Lydia di sposarlo.
- Ascolti Stati Uniti: telespettatori 4 745 000[21]

## Il mistero del tatuaggio
- Titolo originale: You're Gonna Miss Me When I'm Gone
- Diretto da: Norman Buckley
- Scritto da: Janet Tamaro

### Trama
La figlia di una senatrice viene sequestrata e uccisa. La donna, che lavorava nell'ambito della sicurezza nazionale, stava per fuggire all'estero. La squadra, senza Frost perché è in ferie, dovrà scontrarsi con i federali e la sicurezza nazionale che alzeranno un muro. Con tenacia e l'aiuto di tutti Jane riuscirà a trovare il colpevole. Intanto Casey invia una mail a Jane in cui le spiega che è diventato colonnello e quindi non lascerà più l'esercito per sposarla ma andrà nei Balcani a comandare un battaglione. Jane ne rimane sconcertata, ancor più dopo aver scoperto che è incinta.
- Ascolti Stati Uniti: telespettatori 3 584 000[22]